# 루이스 헤이워드

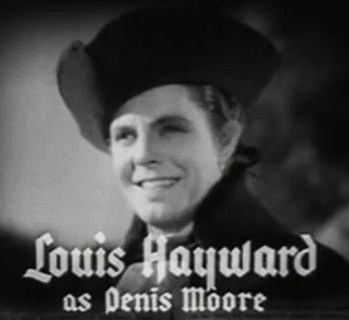

루이스 헤이워드(Louis Hayward, 1909년 3월 19일 ~ 1985년 2월 21일)는 영국의 장교, 연극 배우, 영화배우, 텔레비전 배우이다.
요하네스버그에서 태어났으며 팜스프링스에서 사망하였다. 사인은 암이다.

## 영화
- 밀납 인형관의 공포 (1973년) - 팀 모리 역
- 추카 (1967년) - 벤슨 소령 역
- 크리스마스 키드 (1967년)
- 하우스 바이 더 리버 (1950년)
- 블러드 선장의 운 (1950년) - 캡틴 피터 블러드 역
- 블랙 애로우 (1948년)
- 낯선 여인 (1946년)
- 그리고 아무도 없었다 (1945년)
- 위대한 앰버슨가 (1942년)
- 댄스, 걸, 댄스 (1940년)
- 철가면 (1939년)
- 파리의 분노 (1938년)
- 안소니 에드버즈 (1936년)
- 러브 테스트 (1935년)